# Han Asparuhovo, Stara Zagora
Han Asparuhovo (în bulgară Хан Аспарухово) este un sat în comuna Stara Zagora, regiunea Stara Zagora,  Bulgaria. 

## Demografie
Componența etnică a satului Han Asparuhovo
     Turci (58,11%)
     Bulgari (40,06%)
     Nicio identificare (1,81%)
     Altele (0%)
La recensământul din 2011, populația satului Han Asparuhovo era de 1.158 locuitori. Din punct de vedere etnic, majoritatea locuitorilor (58,11%) erau turci, cu o minoritate de bulgari (40,06%). Pentru 1,81% din locuitori nu este cunoscută apartenența etnică.